# Bion de Smyrne
Pour les articles homonymes, voir Bion.
Bion de Smyrne, en grec Βίων ὁ Σμυρναῖος, poète bucolique grec, natif de Smyrne, contemporain de Théocrite, florissait en Sicile au IIIe siècle av. J.-C., et, selon Moschos, qu'il eut pour disciple, il mourut sans doute empoisonné en Sicile.
Parmi ses élèves, on retrouve Moschos de Syracuse, qui lui dédie une idylle à sa mort, cherchant ainsi à forger la légende d'un poète au succès plus grand que celle qui chanta l'amour et l'amitié, Sappho, ou à la renommée plus large que celle de Pindare. Moschos n'hésite pas à se risquer à le comparer à Orphée. Horace évoque Bion, se référant à son œuvre par l'étrange formule : les satires et le sel noir de Bion. L'œuvre de Bion s'inscrit dans la lignée de celle de Théocrite, c'est-à-dire dans le style bref et bucolique des idylles.
Il nous reste de lui plusieurs idylles d'un goût exquis, en dialecte dorien, parmi lesquelles :
- l'Amour fugitif ;
- Le chant funèbre d'Adonis.

Ses poésies sont ordinairement réunies à celles de Théocrite et de Moschus. Elles ont été traduites en français par Jean-Baptiste Gail, 1795.

## Sources
Cet article comprend des extraits du Dictionnaire Bouillet. Il est possible de supprimer cette indication, si le texte reflète le savoir actuel sur ce thème, si les sources sont citées, s'il satisfait aux exigences linguistiques actuelles et s'il ne contient pas de propos qui vont à l'encontre des règles de neutralité de Wikipédia.
- Notices d'autorité :   - VIAF
  - ISNI
  - BnF (données)
  - IdRef
  - LCCN
  - GND
  - Italie
  - CiNii
  - Espagne
  - Belgique
  - Pays-Bas
  - Pologne
  - Israël
  - NUKAT
  - Catalogne
  - Suède
  - Vatican
  - Australie
  - WorldCat